# Новосёлки (Лукьяновское сельское поселение)
Новосёлки — деревня в Становлянском районе Липецкой области России. Входит в состав Лукьяновского сельсовета.

## Название
Ойконим означает селение, появившееся в более позднее время по сравнению с соседними 

## География
Деревня находится в северо-западной части Липецкой области, в лесостепной зоне, в пределах Среднерусской возвышенности, в истоке реки Любашевки. На окраине деревни на ней сделан пруд. В 3 км северо-западнее находится станция Бабарыкино на железнодорожной линии Елец — Ефремов.

### Климат
Климат характеризуются как умеренно континентальный, с умеренно холодной продолжительной зимой и тёплым летом. Среднегодовая температура воздуха составляет 5,3 °С. Средняя температура воздуха самого холодного месяца (января) — −9,8 °C (абсолютный минимум — −38 °C); самого тёплого месяца (июля) — 19,6 °C (абсолютный максимум — 38 °C). Безморозный период длится около 134 дней. Среднегодовое количество атмосферных осадков составляет 550 мм, из которых около 328 мм выпадает в период с апреля по октябрь. Снежный покров держится в течение 150—160 дней.

## История
Отмечается на картах 1800 года.

## Население
| 2010 |
| ---- |
| 3    |